# Tiel
Tiel este o comună și o localitate în provincia Gelderland, Țările de Jos. 

## Localități componente
Kapel-Avezaath, Tiel, Wadenoijen.